# Arthur Southern
Arthur George Heron Southern (Sowerby Bridge, 26 marzo 1883 – Swanage, 5 giugno 1940) è stato un ginnasta britannico.

## Palmarès

### Olimpiadi
- 1 medaglia:
  - 1 bronzo (Stoccolma 1912 nel concorso a squadre)